# Se mi vuoi
Se mi vuoi è un singolo del cantautore italiano Diodato, pubblicato il 18 novembre 2022 come primo estratto dal quinto album in studio Così speciale.

## Descrizione
Il brano fa parte della colonna sonora del film Diabolik - Ginko all'attacco!.

## Video musicale
Il video, diretto dai Manetti Bros., è stato pubblicato il 22 novembre 2022 sul canale YouTube del cantautore.

## Tracce
Testi e musiche di Antonio Diodato.
1. Se mi vuoi – 3:34